# ويليام كارل بوتشان
ويليام كارل بوتشان (بالإنجليزية: William Carl Buchan)‏ هو متسابق يخت أمريكي، ولد في 23 ديسمبر 1956 في سياتل في الولايات المتحدة.

## وصلات خارجية
- ويليام كارل بوتشان على موقع الاتحاد الدولي للملاحة الشراعية (موقع قديم) (الإنجليزية)
- ويليام كارل بوتشان على موقع أوليمبيديا (الإنجليزية)